# 続神道大系
続神道大系（ぞくしんとうたいけい）は、神道における古典籍を収めた大叢書。昭和初期に企画されたが途絶。
正編は、財団法人神道大系編纂会編により、1977年（昭和52年）から1994年（平成6年）にかけ出版された。
続編も、同会・神道古典研究所編によって、1995年（平成7年）より2007年（平成19年）にかけ編纂刊行された。
松下幸之助の全面援助を受け、財団事務所は松下電器（現：パナソニック）の関連団体内に置かれた。

## 沿革
- 『神道大系』 120巻
- 『続神道大系』 50巻

## 構成
- 首編全4卷
  - 1 続神道集成 （一） 真壁俊信
  - 2 続神道集成 （二） 真壁俊信
  - 3 神祗提要 （一） 菊田龍太郎・真壁俊信
  - 4 神祗提要 （二） 菊田龍太郎・真壁俊信
- 朝儀祭祀編　全16卷
  - 5 侍中群要 渡辺直彦
  - 6 一代要記 （一） 石田実洋・大塚統子・小口雅史・小倉慈司
  - 7 一代要記 （二） 石田実洋・大塚統子・小口雅史・小倉慈司
  - 8 一代要記 （三） 石田実洋・大塚統子・小口雅史・小倉慈司
  - 9 歴朝要紀 （一） 神道古典研究会
  - 10 歴朝要紀 （二） 神道古典研究会
  - 11 歴朝要紀 （三） 神道古典研究会
  - 12 歴朝要紀 （四） 神道古典研究会
  - 13 歴朝要紀 （五） 神道古典研究会
  - 14 歴朝要紀 （六） 神道古典研究会
  - 15 歴朝要紀 （七） 神道古典研究会
  - 16 歴朝要紀 （八） 神道古典研究会
  - 17 歴朝要紀 （九） 神道古典研究会
  - 18 歴朝要紀 （十） 神道古典研究会
  - 19 歴朝要紀 （十一） 神道古典研究会
  - 20 歴朝要紀 （十二） 神道古典研究会
- 神社編　全5卷
  - 21 總記 （一） 大塚統子
  - 22 總記 （二） 大塚統子
  - 23 東照宮 曽根原理
  - 24 戸隱 （一） 曽根原理
  - 25 戸隱 （二） 曽根原理

- 論説編　全25卷
  - 26 習合神道 伊藤聡・門屋温・末木文美士・原克昭・渡辺匡一
  - 27 保科正之 （一） 佐藤洋一・真壁俊信
  - 28 保科正之 （二） 真壁俊信
  - 29 保科正之 （三） 真壁俊信
  - 30 保科正之 （四） 真壁俊信
  - 31 保科正之 （五） 真壁俊信
  - 32 山鹿素行 秋山一実・大野健雄
  - 33 元亨釈書和解 （一） 曽根正人
  - 34 元亨釈書和解 （二） 曽根正人
  - 35 元亨釈書和解 （三） 曽根正人
  - 36 先代旧事本紀大成経 （一） 小笠原春夫
  - 37 先代旧事本紀大成経 （二） 小笠原春夫
  - 38 先代旧事本紀大成経 （三） 小笠原春夫
  - 39 先代旧事本紀大成経 （四） 小笠原春夫
  - 40 林鵞峯・林鳳岡 国史実録 （一） 小口雅史・真壁俊信
  - 41 林鵞峯・林鳳岡 国史実録（二） 小口雅史・真壁俊信
  - 42 林鵞峯・林鳳岡 国史実録 （三） 小口雅史・真壁俊信
  - 43 徳川斉昭 八洲文藻 （一） 大野健雄
  - 44 徳川斉昭 八洲文藻 （二） 大野健雄
  - 45 烏伝神道 （一） 末永恵子
  - 46 烏伝神道 （二） 末永恵子
  - 47 烏伝神道 （三） 末永恵子
  - 48 烏伝神道 （四） 末永恵子
  - 49 青山延光 国史紀事本末 （一） 真壁俊信
  - 50 青山延光 国史紀事本末 （二） 真壁俊信
  - 最終巻「続神道大系 総目録」